# Le Monde de Maggie
Le Monde de Maggie (The Buzz on Maggie) est une série télévisée américaine en 42 épisodes de 11 minutes, créée par Dave Polsky et diffusée entre le 17 juin 2005 et le 27 mai 2006 sur Disney Channel.
En France, la série était diffusée sur Disney Channel, sur Toon Disney et diffusé une seule fois sur TF1 dans Club Disney le 17 septembre 2006. En Belgique, la série était diffusée sur Club RTL.

## Synopsis
Cette série décrit la vie quotidienne de mouches. 

## Distribution

### Voix originales
- Jessica DiCicco :  Maggie
- David Kaufman : Aldrin
- Thom Adcox-Hernandez : Pupert
- Susan Tolsky : Mrs. Pesky
- Cree Summer : Rayna
- Brian Doyle-Murray : Mr. Pesky
- Jeff Bennett : Principal Pestrip
- Tara Strong : Dawn
- Jess Harnell : Eugene / Wendell
- Candi Milo  : Mrs. Wingston / Chip
- Curtis Armstrong : Bugspit
- Dan Green : Nervous Man
- Pat Musick : Ugly Bug
- Laraine Newman : Lacey Ladybug
- Jon Polito : New Aldrin / ...
- DeeDee Rescher : New Maggie
- Paul Rodriguez : Julio's Father
- Madstone Theater : Angry Director's Yelling VoiceStudio

### Voix françaises
- Marie Van R : Maggie
- Stéphane Flamand : Pupert
- Delphine Chauvier : Frieda

## Personnages

### Personnages principaux
- Maggie Pesky est une mouche dont les centres d’intérêt sont la mode, les garçons et la musique de variété. Elle vit à Stickyfeet avec sa famille et son petit ami Reyna. Maggy joue de la guitare et rêve de devenir une rock star. Elle est plus encline à transgresser les règles qu’à concrétiser ses rêves. Elle est la seconde de quatre enfants.

- Aldrin Pesky est le frère aîné de Maggie. Il est imbattable pour faire des farces mais l’école n’est pas sa tasse de thé. Il est très centré sur sa personne mais, lorsque la situation le demande, il peut être très près de sa famille. Aldrin travaille à temps partiel dans un restaurant rapide, le Buzz Burger et on dit qu’il sort avec Dawn Swatworthy. Il est l’aîné des quatre enfants. Son prénom fait référence à l’astronaute Buzz Aldrin.

- Pupert Pesky est le petit frère maladroit de Maggie. Pupert s’amuse tout le temps et il a une dent proéminente. C’est un excellent photographe. On dit de lui que c’est un spécialiste des racontars. C’est le troisième des quatre enfants.

- Bella Pesky est l’adorable bébé de la famille et elle porte sa sœur aux nues. Même si elle ne parle pas encore, elle a d’autres talents comme aimer jongler ou faire du hip-hop. Elle est rarement loin des yeux maternels. C’est la cadette des quatre enfants.

- Chauncy Pesky est le père d’Aldrin, Maggie, Pupert et Bella. Il croit à la « force de l’amour » quand on devient parents. Quand il était gamin, il tenait un journal parsemé d’expressions argotiques des années 70.

- Frieda Pesky est la mère d’Aldrin, Maggie, Pupert et Bella. Elle garde son calme et a la tête sur les épaules. « Faire les magasins » est, semble-t-il, une passion. Son frère (Oncle Zeb pour la famille) possède un ranch de bactéries.

- Rayna Cartflight est la meilleure amie de Maggie. C’est une mouche garçon-manqué. Elle met souvent le doigt sur les erreurs que peut commettre Maggie mais cela n’empêche pas leur amitié.

### Habitants de Stickyfeet
- Maria Monarch : ami de Maggie et Rayna, un séduisant papillon.

- Dawn Swatworthy : rivale boute-en-train de Maggie. On dit qu’elle sort avec Aldrin.

- George : le meilleur ami d’Aldrin, un peu buté et fait partie de l’équipe de football.

- Eugene & Wendell : scarabées jumeaux, qui se comportent mal vis-à-vis de « jolies filles » comme Maggie et Rayna.

- Snapercival « Snap » Carpenter : une fourmi tyrannique, ayant un amour secret pour Dawn.

- Principal Peststrip : directeur de l’Académie de Buzz.

- Mme Wingsto : professeur de science psychorigide de Maggie

- M. Bugspit : professeur d’histoire de Maggie, maladivement excessive.

- Nurse Hatchison : l’infirmière de l’académie de Buzz.

- Melvin The Stinkbug : un insecte malodorant qui est sorti une fois avec Maggie. Dans l’épisode J’aime ceux qui puent où Maggie défend sa caractéristique odorante et lui fait comprendre qu’elle veut être sa petite amie.

- « Gym Shorts Kid » Ruben : un type qui aime ses survêtements presque autant que Dawn.

- Chip : le photographe de l’école connu pour son expression favorite « Quel scoop ! ».

- Larry : un comparse susceptible

## Épisodes (2005-2006)
1. Titre français inconnu (The Flyinator)
2. Mademoiselle Coccinelle (Ladybugged)
3. Titre français inconnu (Funball)
4. Titre français inconnu (The Science Whatchamacallit)
5. Titre français inconnu (Germy Original)
6. La Reine des candidates (The Candidate)
7. Titre français inconnu (Lunchlady)
8. Titre français inconnu (Love Stinks)
9. Titre français inconnu (The Price of Fame)
10. Titre français inconnu (King Flear)
11. Titre français inconnu (Rottingmuck Ranch)
12. Titre français inconnu (Bella Con Carney)
13. Titre français inconnu (Bugsitting)
14. Titre français inconnu (Le Termite)
15. Titre français inconnu (Pieface)
16. Titre français inconnu (The Hangout)
17. Titre français inconnu (Slumber)
18. Le Concours d'orthographe (Spelling Bees)
19. Titre français inconnu (The Usual Insects)
20. Titre français inconnu (Sister Act)
21. Titre français inconnu (Scum Bites)
22. Titre français inconnu (Hooligans)
23. Titre français inconnu (The Big Score)
24. Titre français inconnu (Scare Wars)
25. Titre français inconnu (Metamorpho Sis)
26. Radio Liberté (Radio Free Buzzdale)
27. Titre français inconnu (Those Pesky Roaches)
28. Titre français inconnu (Bugtillion)
29. Titre français inconnu (Hot 4)
30. Titre français inconnu (Sick Days Inc.)
31. Titre français inconnu (Scout of Order)
32. Titre français inconnu (Ant Mines)
33. Titre français inconnu (Faking History)
34. Titre français inconnu (Bugs on the Brink)
35. Titre français inconnu (Training Days)
36. Titre français inconnu (Honey Stripers)
37. Titre français inconnu (Racooooon!)
38. Titre français inconnu (Best, Best Friends)
39. Titre français inconnu (Peskys Unclogged)
40. Titre français inconnu (Club Hopping)
41. Titre français inconnu (Synchronized Flying)
42. Titre français inconnu (Roach Hotel)

## Commentaires
Dans l’épisode Le Termite, il y a un restaurant termites qui sert des plats à base de brindilles de bois qui viennent de la maison de Foster, la maison des amis imaginaires.
Quand les animateurs apprirent que la série n’aurait pas de deuxième saison, ils incorporèrent un œuf de Pâques dans l'épisode final, Roach Hotel. La dernière image montre Maggie, en regard caméra, faisant un au revoir juste avant la fin de l’épisode.
Dans l’épisode The Usual Insects, après le déclenchement de l’alarme dans la salle d’enregistrement, Maggie demande à ses amies de partir. Rayna réplique qu’il ne peut pas faire ça, ce à quoi Maggie répond « Volez, bande d’idiots ! ». C’est un clin d’œil à Gandalf après la destruction du pont par le Balrog dans Le Seigneur des anneaux.
Il y a une autre référence au Seigneur des Anneaux. À Rottingmuck Ranch, après la destruction accidentelle du chapeau préféré par Maggie et Aldrin, Pubert se sert du terme « Mes précieux », terme qu’utilisait souvent Gollum La réalisation de la série est effectuée avec Adobe Flash.
Skye Sweetnam chante le thème musical Just The Way I Am.

## Source
- (en) Cet article est partiellement ou en totalité issu de l’article de Wikipédia en anglais intitulé « The Buzz on Maggie » (voir la liste des auteurs).